# Frank Kruse
Frank Kruse (Amburgo, 4 maggio 1968) è un tecnico del suono tedesco, candidato all'Oscar al miglior sonoro.

## Biografia
Ha iniziato a lavorare nel 1996, nel cortometraggio Bestseller. Tra i film in cui ha lavorato, troviamo I tre moschettieri, Rush, Heart of the Sea - Le origini di Moby Dick, Suspiria e Outlaw King - Il re fuorilegge. Nel corso della sua carriera, ha lavorato per molti film del regista Tom Tykwer, come Profumo - Storia di un assassino, The International e Aspettando il re. Dal 2017, lavora per la serie televisiva tedesca Babylon Berlin. Nel 2021, ha preso parto al film di Lana Wachowski Matrix Resurrections. Nel 2022, ha lavorato per il film di Edward Berger Niente di nuovo sul fronte occidentale. Grazie a questo lavoro, è stato candidato al Premio Oscar al miglior sonoro e ha vinto il Premio BAFTA.

## Filmografia

### Cinema
- Bandagistenglück, regia di Maria Teresa Camoglio (1997)
- Zugvögel - ...einmal nach Inari, regia di Peter Lichtefeld (1998)
- Schau mich nicht so böse an, regia di Michael Chauvistré (1998)
- Il mistero dei floppy disk (Hidden Agenda), regia di Iain Paterson (1999)
- Sara Amerika, regia di Roland Suso Richter (1999)
- Fremde Freundin, regia di Anne Høegh Krohn (1999)
- Sonnenallee, regia di Leander Haußmann (1999)
- Waschen, schneiden, legen, regia di Adolf Winkelmann (1999)
- Star! Star!, regia di Jette Müller e Andreas Schimmelbusch (1999)
- Freunde, regia di Martin Eigler (2000)
- Marmor, Stein & Eisen, regia di Hansjörg Thurn (2000)
- Mein Stern, regia di Valeska Grisebach (2001)
- Solo per il successo (Viktor Vogel - Commercial Man), regia di Lars Kraume (2001)
- Il desiderio (Das Verlangen), regia di Iain Dilthey (2002)
- Big Girls Don't Cry - La vita comincia oggi (Große Mädchen weinen nicht), regia di Maria von Heland (2002)
- Baby, regia di Philipp Stölzl (2002)
- Pigs Will Fly, regia di Eoin Moore (2002)
- Equilibrium, regia di Kurt Wimmer (2002)
- Good Bye Lenin!, regia di Wolfgang Becker (2003)
- September, regia di Max Färberböck (2003)
- Kleinruppin forever, regia di Carsten Fiebeler (2004)
- Die Nacht singt ihre Lieder, regia di Romuald Karmakar (2004)
- The Defender, regia di Dolph Lundgren (2004)
- One Day in Europe, regia di Hannes Stöhr (2005)
- D'Annunzios Höhle, regia di Heinz Emigholz (2005)
- Sieben Brüder, regia di Sebastian Winkels (2005)
- Der Junge ohne Eigenschaften, regia di Thomas Stiller (2005)
- Mouth to Mouth, regia di Alison Murray (2005)
- Between the Devil and the Wide Blue Sea, regia di Romuald Karmakar (2005)
- Shooting Dogs, regia di Michael Caton-Jones (2005)
- Profumo - Storia di un assassino (Perfume: The Story of a Murderer), regia di Tom Tykwer (2006)
- Ein Freund von mir, regia di Sebastian Schipper (2006)
- Hände weg von Mississippi, regia di Detlev Buck (2007)
- Love Comes Lately, regia di Jan Schütte (2007)
- Tiffany e i tre briganti (Die drei Räuber), regia di Hayo Freitag (2007)
- Il Barone Rosso (Der Rote Baron), regia di Nikolai Müllerschön (2008)
- Going Against Fate, regia di Viviane Blumenschein (2008)
- La banda Baader Meinhof (Der Baader Meinhof Komplex), regia di Uli Edel (2008)
- The International, regia di Tom Tykwer (2009)
- Mitte Ende August, regia di Sebastian Schipper (2009)
- Deutschland 09 - 13 kurze Filme zur Lage der Nation, registi vari (2009)
- Indovina chi sposa mia figlia! (Maria, ihm schmeckt’s nicht!), regia di Neele Leana Vollmar (2009)
- Villalobos, regia di Romuald Karmakar (2009)
- Chi l'ha visto, regia di Claudia Rorarius (2009)
- The Invisible Frame, regia di Cynthia Beatt (2009)
- Zeiten ändern dich, regia di Uli Edel (2010)
- Orly, regia di Angela Schanelec (2010)
- Glückliche Fügung, regia di Isabelle Stever (2010)
- 3, regia di Tom Tykwer (2010)
- Tao of Peace, regia di Anton Pichler (2010)
- Lollipop Monster, regia di Ziska Riemann (2011)
- I tre moschettieri (The Three Musketeers), regia di Paul W. S. Anderson (2011)
- Hotel Lux, regia di Leander Haußmann (2011)
- Endlich, regia di Katja Dringenberg e Christiane Voss (2011)
- Cloud Atlas, regia di Tom Tykwer e Lana e Lilly Wachowski (2012)
- Rush, regia di Ron Howard (2013)
- La spia - A Most Wanted Man (A Most Wanted Man), regia di Anton Corbijn (2014)
- Miss Sixty, regia di Sigrid Hoerner (2014)
- I ponti di Sarajevo (Les Pons de Sarajevo), registi vari (2014)
- Citizenfour, regia di Laura Poitras (2014)
- Colonia, regia di Florian Gallenberger (2015)
- Heart of the Sea - Le origini di Moby Dick (In the Heart of the Sea), regia di Ron Howard (2015)
- Tordenskjold & Kold, regia di Henrik Ruben Genz (2016)
- Aspettando il re (A Hologram for the King), regia di Tom Tykwer (2016)
- I Had Nowhere to Go, regia di Douglas Gordon (2016)
- Assassin's Creed, regia di Justin Kurzel (2016)
- Mesteren, regia di Charlotte Sieling (2017)
- Suspiria, regia di Luca Guadagnino (2018)
- Outlaw King - Il re fuorilegge (Outlaw King), regia di David Mackenzie (2018)
- L'audizione (Das Vorspiel), regia di Ina Weisse (2019)
- His House, regia di Remi Weekes (2020)
- Tides, regia di Tim Fehlbaum (2021)
- Marco effekten, regia di Martin Zandvliet (2021)
- Gunpowder Milkshake, regia di Navot Papushado (2021)
- Matrix Resurrections (The Matrix Resurrection), regia di Lana Wachowski (2021)
- Niente di nuovo sul fronte occidentale (Im Westen nichts Neues), regia di Edward Berger (2022)
- Perfect Days, regia di Wim Wenders (2023)
- Touched, regia di Claudia Rorarius (2023)
- Hollywoodgate, regia di Ibrahim Nash'at (2023)
- September 5, regia di Tim Fehlbaum (2024)
- The Assessment, regia di Fleur Fortune (2024)

### Televisione
- Lieber Lügen, regia di Martin Walz - film TV (1997)
- Lady Diamante (Die Diebin), regia di Michael Karen - film TV (1998)
- Mammamia, regia di Sandra Nettelbeck - film TV (1998)
- Stille Nacht - Heilige Nacht, regia di Thomas Stiller - film TV (1999)
- Clonato per uccidere (Mörderischer Doppelgänger - Mich gibt's zweimal), regia di Jörg Grünler - film TV (2000)
- Die Wunde, regia di Thomas Stiller - film TV (2001)
- Der gestohlene Mond, regia di Thomas Stiller - film TV (2003)
- Die Luftbrücke - Nur der Himmel war frei, regia di Dror Zahavi - film TV (2005)
- Babylon Berlin - serie TV, 40 episodi (2017-in corso)

## Riconoscimenti
- Premio Oscar
  - 2023 - Candidatura al miglior sonoro per Niente di nuovo sul fronte occidentale[10]
- BAFTA
  - 2014 - Candidatura al miglior sonoro per Rush[11]
  - 2023 - Miglior sonoro per Niente di nuovo sul fronte occidentale[12]
- Satellite Award
  - 2014 - Candidatura al miglior sonoro per Rush